# Christoph Wenaweser

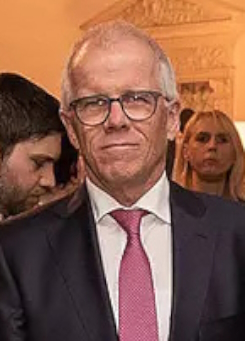
Christoph Wenaweser (2019)

Christoph Wenaweser (* 13. Juni 1963 in Grabs) ist ein liechtensteinischer Politiker (VU). Seit 2025 ist er Abgeordneter im liechtensteinischen Landtag. Zuvor war er dort bereits von 2013 bis 2021 Abgeordneter gewesen.

## Biografie
Wenaweser absolvierte von 1979 bis 1982 eine kaufmännische Lehre in einer Bank. 1990 schloss er eine zweijährige Personalmanagementausbildung am Institut für Management und Kaderausbildung in Zürich ab. Seine Ausbildung zum Public Relations-Fachmann mit eidgenössischem Fachausweis schloss er im Oktober 1993 ab.
Nach Beendigung der kaufmännischen Lehre war er zwei Jahre in einer Bank tätig, bevor er für drei Jahre Redaktor beim Liechtensteiner Vaterland wurde. Wenaweser arbeitete nun ein Jahr als Assistent des Geschäftsleiters bei Schädler Unternehmensberatung in Vaduz und zwei Jahre als Personalassistent bei der Liechtensteinischen Landesverwaltung. Ab 1991 wurde er bei der Ivoclar AG in Schaan tätig. Erst als Bereichspersonalchef, dann als Bereichsleiter Personalwesen.
Vom 1. Februar 1999 bis zum 31. Januar 2000 war er Chef der Abteilung Verkehrs- und Einsatzpolizei der liechtensteinischen Landespolizei. Er arbeitete nun von 2000 bis 2010 für die Anwaltskanzlei Marxer & Partner Rechtsanwälte und war in dieser Zeit von 2005 bis 2010 dort als Geschäftsführer tätig. 2011 wurde er Partner und Verwaltungsrat des im Frühjahr 2010 von den Partnern der Anwaltskanzlei gegründeten Treuhandunternehmens Continor Treuhand Anstalt.
Wenaweser begann seine politische Karriere 2011, als er für die Vaterländische Union (VU) für die Mandatsperiode bis 2015 in den Gemeinderat von Schaan gewählt wurde. Im Februar 2013 wurde Wenaweser für seine Partei zudem in den Landtag des Fürstentums Liechtenstein gewählt. Dort war er bis zum Ablauf der Legislaturperiode 2013–2017 Fraktionssprecher der Vaterländischen Union. Bei der Landtagswahl im Februar 2017 erfolgte seine Wiederwahl. Ab 2017 war er Mitglied in der liechtensteinischen Delegation bei der Parlamentarischen Versammlung des Europarates. Bei der nächsten Landtagswahl im Februar 2021 trat er nicht mehr an und schied damit aus dem Landtag aus.
Bei der Landtagswahl im Februar 2025 kandidierte Wenaweser erneut und wurde zum Abgeordneten gewählt. Er ist Vorsitzender der Finanzkommission und Leiter der liechtensteinischen Delegation zur Parlamentarischen Versammlung des Europarates in Strassburg.
Wenaweser ist verheiratet und hat zwei Töchter.